# Mikhaïl Alpatov
 Mikhaïl Alpatov (en russe : Михаи́л Влади́мирович Алпа́тов) (né le 10 décembre 1902, Moscou — décédé le 9 mai 1986 à Moscou), est un historien d'art soviétique.
Il était membre actif de l'Académie des beaux-arts de l'URSS depuis 1954, artiste émérite de la République socialiste fédérative soviétique de Russie depuis (1958). Lauréat de prix d'État d'URSS en 1974. Membre correspondant de l'Académie autrichienne des sciences.

## Biographie
M. V. Alpatov est né dans une famille bourgeoise moscovite en 1902. Il est le neveu de Vladimir Kapoustine — historien originaire du village de Leonovo. Il est le petit neveu de l'écrivain Alexeï Remizov qui vécut en France.
Il a étudié dans la section d'histoire à la faculté de philologie et histoire de l'Université d'État de Moscou (1919—1921). De 1921 à 1923 il travaille au Musée des beaux-arts Pouchkine; de 1923 à 1930 à l'Association russe des instituts de recherches en sciences sociales. En 1925, il soutient sa thèse sur l'histoire de l'art de l'antiquité dont il édite une monographie sous le titre « L'art italien de l'époque de Dante et Giotto » (1939. 

## Exclusion de l'Université d'État de Moscou
En 1943, Alpatov présidait la faculté d'histoire de l'art russe à l'université d'État de Moscou. À la suite d'une polémique à propos de ses travaux, il fut obligé de quitter l'université de même que son frère Vladimir Alpatov, qui y était biologiste . 
À partir de 1943, et jusqu'à la fin de sa vie il travaille à l'académie nationale des beaux-arts V. I. Sourikov. Parmi ses étudiants il comptera l'artiste contemporain Ilia Kabakov et l'artiste non-conformiste Erik Vladimirovitch Bulatov .
À sa mort, il est enterré au Cimetière Vagankovo.

## Contribution scientifique
La plus connue des œuvres d'Alpatov est son « Histoire de l'art universelle » en trois volumes, qui est encore populaire auprès des étudiants actuels et des amateurs d'art et d'histoire de l'art. Ses centres d'intérêt étaient très vastes. Il a écrit sur l'œuvre d'Andreï Roublev, sur la Renaissance italienne et sur l'art de la Grèce antique.
Les travaux d'Alpatov ont eu beaucoup de succès non seulement en URSS mais également dans le monde entier. Ils ont été traduits en dix-sept langues
Ses conférences ont suscité un grand intérêt de la part du public .
Alpatov aimait aussi écrire de la poésie dans la tradition de l'âge d'argent, il peignait au pastel dans un style proche de celui d'Henri Matisse. Il a laissé aussi de nombreux articles sur la littérature et une correspondance très intéressante avec la pianiste russe Maria Yudina.

## Mémoires d'Alpatov
Après sa mort ses mémoires ont été publiés en 1994. C'est un récit clair et vivant de ses nombreux voyages à l'étranger, de ses rencontres avec des personnalités telles que Pablo Picasso, Marc Chagall, Alexandre Benois, Anna Akhmatova, Boris Pasternak, Pavel Kouznetsov, Vladimir Favorski, Robert Falk, Constantin Melnikov. Une attention particulière doit être accordée aux bonnes relations entre Alpatov et le critique et historien d'art Victor Lazarev. Alpatov étudia et critiqua aussi l'œuvre d'Andreï Tarkovski et fut un des conseillers historiques du film Andreï Roublev qui lui fit entretenir de longues discussions avec le metteur en scène à propos des icônes russes . Mais Alpatov ne fut pas vraiment satisfait par les résultats artistiques du film.

## Travaux de base
- (ru) Étude sur l'histoire de l'art russe/ Этюды по истории русского искусства. Т. 1-2. М., 1967.
- (ru) Andreï Roublev/ Андрей Рублев. М., 1972